# Porevith
Porevith era un dio delle antiche popolazioni slave residenti nei territori orientali dell'attuale Germania. Era un dio del bottino e della guerra ("De Porevitho praedarum & bello oppressorum Deo” lo descriveva Frentzel).
Di lui si diceva che avesse cinque teste, una delle quali stava al centro del petto, e nonostante le sue caratteristiche belliche veniva rappresentato senza armi. Di questo dio si parla nella storia dei Re di Danimarca, la Knýtlinga saga, quando si cita la conquista dell'isola di Rügen, isola che si trova nel Mar Baltico e che costituiva l'ultimo rifugio degli slavi pagani (oggi l'isola appartiene alla Germania).

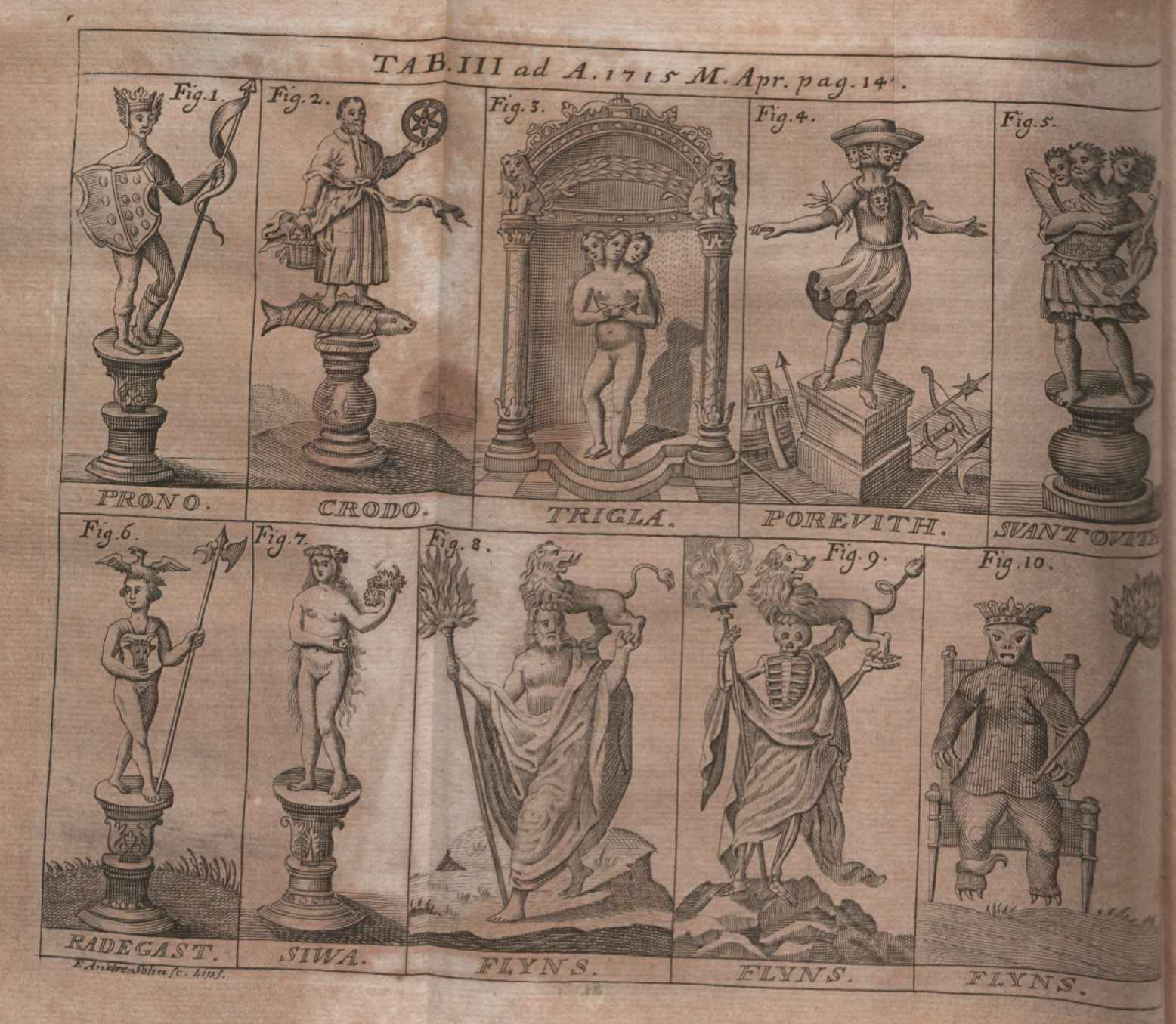
Fig.4: Rappresentazione di Porevith in una tavola pubblicata sugli Acta Eruditorum del 1715 ad illustrazione della recensione de Historia lusatica... di Samuel Grosser

In quanto dio della guerra, Porevith corrispondeva a Marte, divinità romana che, sotto il nome di Gradivo, era conosciuto come dio della guerra e fu poi identificato con Ares greco. La sua caratteristica di avere molte teste fa pensare alla continuazione di antichi culti indoeuropei, dal momento che anche nel pantheon indù la divinità della guerra, Skanda, è nota per avere sei teste.